# A Arnoia
Pour les articles homonymes, voir Arnoia.
A Arnoia est une commune de la province d'Ourense en Espagne située dans la communauté autonome de Galice.